# Aeroporto regional
Aeroporto regional é um aeroporto que serve apenas ao transporte aéreo dentro de uma região ou área de atuação.
Formalmente, o transporte aéreo com características regionais é aquele que
atende a localidades com baixo e médio potencial de tráfego. Normalmente são menores, com pequena capacidade de entorno de quatro a seis aviões de médio e pequeno porte, sendo normalmente usado para importação e exportação de produtos para o comércio, para o transporte de civis são ou aviões particulares ou para voos agendados.